# Tétange
Tétange (en luxemburguès: Téiteng; en alemany: Tetingen) és una vila de la comuna de Kayl del districte de Luxemburg al cantó d'Esch-sur-Alzette. Està a uns 16 km de distància de la Ciutat de Luxemburg.